# Гаряча частинка

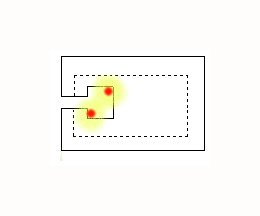
Гарячі частинки випромінюють зсередини предмета

Гаряча частинка — це мікроскопічний шматочок радіоактивного матеріалу, який може застрягти в живій тканині та доставити концентровану дозу радіації на невелику ділянку. Суперечлива теорія припускає, що гарячі частинки в організмі набагато небезпечніші, ніж зовнішні випромінювачі, які доставляють таку саму дозу радіації розсіяним способом. Інші дослідники стверджують, що існує невелика різниця в ризику між внутрішніми та зовнішніми випромінювачами. Люди, ймовірно, продовжуватимуть накопичувати дозу опромінення від внутрішніх джерел навіть після того, як їх вилучили з початкової небезпеки та належним чином знезаразили, незалежно від відносної небезпеки дози опромінення від внутрішнього джерела порівняно з еквівалентною дозою опромінення від зовнішнього джерела.
Ця теорія набула найбільшої популярності в дебатах про наслідки для здоров'я ядерних аварій, брудних бомб або радіоактивних опадів від ядерної зброї, які можуть поширювати гарячі частинки в навколишньому середовищі. Поточна модель ризику радіаційного опромінення ICRP отримана з досліджень жертв зовнішнього опромінення, і противники стверджують, що вона неадекватно оцінює ризик гарячих частинок.

## Атрибути
Гарячі частинки, що містяться в ядерних опадах, що поширюються далеко, мають розмір від 10 нанометрів до 20 мікрометрів, тоді як ті, що присутні в локальних опадах, можуть бути набагато більшими (від 100 мікрометрів до кількох міліметрів). Гарячі частинки можна ідентифікувати за допомогою лічильника Гейгера або за допомогою авторадіографії, тобто затемнення рентгенівської плівки. Їхній вік і походження можна визначити за їхньою ізотопною ознакою.
Через малий розмір гарячі частинки можна проковтнути, вдихнути або вони можуть потрапити в організм іншим шляхом. Після потрапляння частинки в організм, клітини, розташовані дуже близько до гарячої частинки, можуть поглинати більшу частину її випромінювання та піддаватися бомбардуванню дуже тривалим і концентрованим способом. Навпаки, зовнішнє радіоактивне джерело, що доставляє таку ж загальну кількість радіації на все тіло, дасть відносно незначну дозу будь-якій одній клітині.

## Оцінка ризику для здоров'я
Комітет з медичних аспектів радіації в навколишньому середовищі (CERRIE), заснований урядом Великобританії, провів 3-річний незалежний експертний огляд ризиків для здоров'я внутрішніх випромінювачів (тобто гарячих частинок) і опублікував свої висновки в 2003 році. У дослідженні не вдалося досягти консенсусу, але більшість його членів дійшли висновку, що поточна модель ризику МКРЗ, незважаючи на те, що вона в основному походить від досліджень осіб, які пережили зовнішнє опромінення, адекватно оцінює ризик гарячих часток, і що будь-які відмінності між внутрішнім і зовнішнім опромінюванням адекватно адаптуються до встановлених параметрів у фізіологічних моделях (відносна біологічна ефективність, кінетичні фактори); тобто внутрішнє опромінювання не здається значно більш небезпечним, ніж рівна кількість зовнішнього опромінювання. Проте вони відзначили значний рівень невизначеності щодо оцінок доз для внутрішніх випромінювачів, особливо щодо менш поширених радіонуклідів, таких як 239Pu і 241Am, і навіть більш поширених, таких як 90Sr. Двоє з дванадцяти членів не погодилися із загальними висновками, зокрема Крістофер Басбі, який виступає за суперечливі фізико-біологічні механізми, такі як теорія другої події та теорія фотоелектричного ефекту, завдяки яким, на його думку, небезпека частинок, що потрапляють всередину, може значно підвищитися.
Інше дослідження значною мірою підтверджує висновки CERRIE, хоча підкреслює нестачу корисних даних, значну невизначеність щодо точності та існування доказів принаймні деякої посередньої «посиленої трансформації клітин для впливу гарячих частинок».

## Походження
Гарячі частинки, що потрапляють у навколишнє середовище, можуть виникати в ядерних реакторах або ядерних вибухах. Чорнобильська катастрофа була основним джерелом гарячих часток, оскільки активна зона реактора була пошкоджена, але вони також потрапили в навколишнє середовище через незаконне звалище низькоактивних відходів у Дунрі. Вони також є компонентом чорного дощу або інших ядерних опадів, що виникають в результаті детонації ядерної зброї, включаючи понад 2000 випробувань ядерної зброї в середині 20 століття. Нерадіоактивні речовини можна перетворити на радіоактивні насамперед через нейтронну активацію, хоча можливі й інші реакції; ця наведена радіоактивність може бути розсіяна в гарячих частинках.
Ядерні випробування часів холодної війни включали випробування на безпеку, під час яких розщеплюваний матеріал не детонував, але іноді розсіювався, включаючи пари плутонію, плутонієві аерозолі різного розміру, частинки оксиду плутонію, частинки, покриті плутонієм, і значні шматки забрудненого плутонієм конструкційного матеріалу.
Іншим джерелом є аварії за участю супутників та інших пристроїв. Аварія супутника «Космос 954» призвела до викиду гарячих частинок з бортової атомної електростанції BES-5.
Іншим потенційним джерелом є аварії під час транспортування ядерної зброї чи ядерних відходів. Ядерний бомбардувальник Boeing B-52 Stratofortress розбився в районі міста Туле на північному заході Гренландії (згодом перейменованого на Каанаак), викинувши гарячі частинки.
Звичайна несправність ядерного палива може призвести до паливних бліх, яких можна знайти на деяких установках, що переробляють відпрацьоване ядерне паливо.